# T-UP
T-UP（ティーアップ）は、トヨタ自動車の中古車買取ネットワークの一つ。現在は「トヨタのクルマ買取」にサイトが改名されている。

## 概要
中古車買取業界ではガリバーと並ぶ最大手で、店舗数では業界首位。メーカー系ではナンバーワンの実績をもつ買取ネットワーク。少子高齢化や経済的な理由（ガソリン高騰など）により不要となった車両の買取りを行っている。
トヨタのスタッフによる査定で1時間程度での売却が可能。トヨタ販売店での査定のほか、電話やインターネットでの無料査定や来店予約を受け付けている。
現在は山梨県・富山県・石川県・鳥取県を除いた41都道府県に展開している。店舗数は1,300店以上と日本最大の買取ネットワークを形成している。トヨタ販売店が店舗を運営している。

## CMキャラクター
過去のCMキャラクターでは、爆笑問題、そのメンバーである太田光の妻の太田光代（2014年に共演）、丸山茂樹、ユンソナ、石川遼、優香が起用された。2018年からは星野すみれ・浦底エルナを起用し『あかいトリ』(詳細は後述)と怪物くんの替え歌CMを放送していた。

## あかいトリ
同社のマスコットキャラクター。体の色は赤で、触手のようにも見えるトサカと、手のように器用に動く翼を持つ。キャラクター名は『あ!買い取り』からの語呂合わせである。なお、かつてトサカはトヨタ販売店のチャネル数にあわせて5本（ネッツ店とビスタ店が統合した現在はレクサスも含めて5チャネル）。子供版のあかいトリもいる。ボックスティッシュやクリアファイルなどあかいトリ関連のグッズが多数用意されている。